# I passeggeri del vento (videogioco)
I passeggeri del vento (Les passagers du vent), presentato anche come Passeggeri del vento, è un videogioco di avventura testuale illustrata pubblicato a partire dal 1986 per i computer Amiga, Amstrad CPC, Atari ST, Commodore 64, MS-DOS, MSX2, Thomson MO6 e Thomson TO7 dalla Infogrames. È tratto dal fumetto I passeggeri del vento di François Bourgeon, ambientato alla fine del XVIII secolo.
Uscirono edizioni in italiano almeno per Amiga, Atari ST e Commodore 64; è altrimenti noto anche con il titolo inglese Passengers on the Wind.
Una versione per Apple IIGS venne apparentemente completata, ma non pubblicata.
Fu seguito da Les passagers du vent II: L'heure du serpent (non uscito in versione italiana), uguale nell'impostazione e basato su volumi successivi dello stesso fumetto.
Per Amiga i due titoli vennero anche venduti in confezione unica.

## Trama
La storia è basata piuttosto fedelmente sul secondo e terzo volume della saga a fumetti, Il pontone (Le ponton, 1980) e Juda (Le comptoir de Juda, 1981). L'avventura si svolge pochi anni prima della Rivoluzione francese, nell'ambito del commercio triangolare degli schiavi e della guerra anglo-francese.
La premessa è che Isabeau è una giovane nobile francese privata della propria identità a causa di uno scambio di persone quando era bambina. Viaggiando su un veliero si innamora del marinaio bretone Hoel, ma i due insieme al medico Saint-Quentin vengono catturati dagli inglesi. Hoel finisce prigioniero in Inghilterra, mentre Isa si stabilisce nelle vicinanze come insegnante di francese di Mary, una giovane inglese. Mary è incinta di una guardia della nave-prigione e le due ragazze si accordano per far evadere Hoel e fuggire tutti insieme dal paese.
Il primo volume del fumetto, che arriva fino alla cattura di Isa e Hoel, era incluso con alcune delle edizioni del gioco, per introdurre più in dettaglio i personaggi.
L'azione del gioco inizia con l'organizzazione dell'evasione dalla nave-prigione e successiva fuga in Francia del gruppo. Qui Saint-Quentin fa delle ricerche per aiutare a ristabilire la vera identità di Isa, in seguito il resto del gruppo è costretto a imbarcarsi per il Regno di Dahomey, lungo la rotta della tratta degli schiavi. In Africa i personaggi alloggiano in una fortezza francese nella savana e qui il contabile Viaroux, intenzionato a sedurre Isa, fa ammalare Hoel con il veleno. Isa riesce a smascherare Viaroux con l'aiuto dell'abate Forissier, ma Hoel è ancora in pericolo. Forissier ha anche delle prove che potrebbero aiutare Isa a recuperare il proprio nome. La storia termina in sospeso, con la partenza di Isa per incontrare il re Kpengla.

## Modalità di gioco
Il giocatore guida le azioni di Isa, Hoel, Mary, Saint-Quentin e molti altri, per un totale di oltre 15 personaggi. Il compito del giocatore è più che altro una supervisione e si limita a seguire diversi percorsi narrativi già tracciati. Si deve scegliere di volta in volta il personaggio opportuno per far progredire gli eventi, e occasionalmente si prendono decisioni a scelta multipla che possono modificare la storia.
La schermata di gioco è suddivisa in tre parti. I due terzi superiori dello schermo sono occupati da un'illustrazione statica che rappresenta la situazione generale. La grafica riprende fedelmente quella del fumetto originale.
In basso a sinistra una piccola finestra mostra il volto del personaggio attualmente selezionato. In basso a destra una finestra più larga è dedicata ai messaggi di testo; almeno per alcune delle piattaforme uscirono versioni con testo in francese, inglese, tedesco, italiano, spagnolo e olandese. Il controllo avviene sempre con un puntatore, anche nelle versioni non dotate di mouse.
L'avventura è suddivisa in una decina di episodi e l'illustrazione principale non cambia mai durante un episodio, ma su di essa si sovrappongono e scompaiono diverse finestre più piccole che mostrano particolari degli eventi o testi.
In ogni episodio è necessario cliccare su determinate zone dell'immagine principale per abilitare i vari personaggi disponibili; dopo questa breve ricerca iniziale l'immagine non è più interattiva. I personaggi utilizzabili si fanno scorrere nella finestra in basso a sinistra, tramite una barra bicolore di due pulsanti posta lungo il bordo della finestra. Cliccando il volto del personaggio selezionato questo, se possibile, compirà una qualche azione o dirà una frase adeguata per la situazione. Il giocatore non ha controllo diretto su cosa farà o dirà il personaggio, tranne alcune volte in cui nell'area di testo viene richiesta una scelta: compare un testo di diverso colore che rappresenta un'opzione e si fanno scorrere le varie opzioni tramite un'altra barra bicolore. In questi casi una scelta errata può anche portare alla sconfitta o a saltare una parte della storia.
Si può salvare la partita.

## Accoglienza
Ai suoi tempi I passeggeri del vento venne spesso molto apprezzato per la qualità della grafica, sebbene sia statica.
Ricevette anche il premio Tilt d'Or della rivista Tilt come videogioco per computer con migliore grafica del 1987.
Tuttavia la prima conversione per MS-DOS, in francese, era in bianco e nero, e la stessa Tilt non apprezzò questa versione; le successive edizioni per MS-DOS reintrodussero il colore.
Come stile di gioco I passeggeri del vento era spesso considerato originale e diverso dalle solite avventure. I giudizi complessivi furono variabili, in maggioranza buoni, ma non mancarono anche quelli negativi. Anche con una storia interessante, questa sorta di ibrido tra videogioco e fumetto poteva non essere convincente.